# Allium karataviense
Allium karataviense là một loài hành châu Á thuộc họ Loa kèn đỏ (Amaryllidaceae).
Đây là loài bản địa Trung Á (Kazakhstan, Kyrgyzstan, Tajikistan, Uzbekistan, Afghanistan) và được trồng ở vài nơi khác như cây cảnh.
Allium karataviense là một loài cây thân thảo-thân hành.